# Герберт Розендорфер

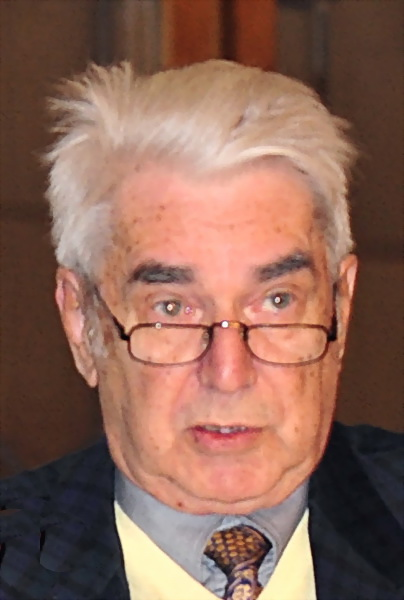
Герберт Розендорфер, 2009

Герберт Розендорфер (нім. Herbert Rosendorfer, народився 19 лютого 1934 у Больцано — помер 20 вересня 2012 в Еппан, Південний Тіроль) — німецький юрист, письменник, історик та композитор.

## Біографія
Герберт Розендорфер народився в селі Ґріс (нині провінція Больцано) у Південному Тіролі. З 1939 по 1943 рік жив у Мюнхені. У 1943 році евакуйований до Кіцбюеля, а через п'ять років повернувся до Мюнхена.
Після закінчення школи, Розендорфер провів рік в Академії образотворчих мистецтв у Мюнхені, вивчаючи живопис, але потім поступив на юридичний факультет Мюнхенського університету .
З 1967 по 1993 роки Розендорфер працював суддею в Мюнхені, згодом став суддею у Вищому апеляційному суді в Наумбурзі . Крім того, з 1990 року він був почесним професором історії баварської літератури в Мюнхенському університеті.
Після виходу на пенсію жив у Еппані, Південному Тіролі, до своєї смерті 20 вересня 2012 року.

## Нагороди та відзнаки
Розендорфер був членом Баварської академії образотворчого мистецтва, а також Академії наук і літератури (Akademie der Wissenschaften und der Literatur) у Майнці . Він отримав премію Тукана 1977 року, премію Ернста Хоферіхтера 1991 року, культурну премію Верхньої Баварії 1992 року, премію Жана-Поля 1999 року та літературну премію Коріне 2010 року за свої життєві досягнення.
Нагороджений орденом "За заслуги " першого ступеня (1996), австрійським Хрестом пошани за науку і мистецтво 1-го ступеня та баварським орденом «За заслуги» у 2004 році.
Розендорфер написав численні романи та оповідання, а також п'єси, телесценарії, історичні дослідження, трактати та музичні посібники. Деякі з його творів належать до жанру фентезі. У своїх реалістичних й історичних творах часто використовував елементи сатири і гротеску.
Був художником і композитором, поєднав свою пристрасть до літератури та музики в кількох лібрето до опери.

### Книги
Наступні книги доступні в англійському перекладі від Dedalus Books .
- The Architect of Ruins. Dedalus. 2011. с. 368. ISBN 978-1903517796. (Оригінальна назва — Der Ruinenbaumeister (1969))
- Stephanie. 1995. с. 160. ISBN 978-1873982174. (Original title — Stephanie und das vorige Leben (1977))
- Letters Back to Ancient China. 2006. с. 274. ISBN 978-1903517390. (Оригінальна назва — Briefe in die chinesische Vergangenheit (1983))
- Grand Solo for Anton. 2007. с. 240. ISBN 978-1903517451. (Оригінальна назва — Großes Solo für Anton (1976))

Під іншою назвою опублікована в англійському перекладі Martin Secker & Warburg у 1991 році.
- Ніч амазонок . Trans, Ian Mitchell (оригінальна назва — Nacht der Amazonen (1989))

### Музика
- Два марші, опус 7 для фортепіано в чотири руки, Мюнхен, 1999
- Музичні моменти, опус 8а для флейти та фортепіано, Мюнхен, 2000
- Музичні моменти, опус 8b для гобоя та фортепіано, Мюнхен, 2000
- Слава і честь місту Пассау, опус 9 для гобоя (флейти), кларнета і фагота, Мюнхен, 2000
- Дві пісні, опус 10 № 1 і 2 для мецо-сопрано та камерного оркестру, Мюнхен, 2000
- Дванадцять апостолів Рордорфа ; вперше виконано 1 грудня 2005 року в бенедиктинській школі в Етталі
- Концерт ре мажор для гобоя та камерного оркестру, опус 14, 2008.